# Get Up!
Get Up! je první společné studiové album amerických hudebníků Bena Harpera a Charlieho Musselwhitea, vydané v lednu 2013 společností Stax Records. Produkoval jej Ben Harper, jako koproducenti jsou uvedeni Sheldon Gomberg, Chris Goldsmith, Jason Mozersky, Jesse Ingalls a Jordan Richardson. Nahráno bylo v Gombergově studiu The Carriage House v losangeleské čtvrti Silver Lake. V hlavní hitparádě časopisu Billboard (Billboard 200) se umístilo na 27. příčce, v bluesové hitparádě dosáhlo první. Bylo oceněno cenou Grammy v kategorii nejlepších bluesových alb. Dvojice poprvé spolupracovala již v roce 1997 na písni „Burnin' Hell“ od Johna Lee Hookera. V roce 2018 vydala druhé společné album No Mercy in This Land.

## Seznam skladeb
| Pořadí         | Název                                           | Autor                      | Délka |
| -------------- | ----------------------------------------------- | -------------------------- | ----- |
| 1.             | Don't Look Twice                                | Ben Harper                 | 3:12  |
| 2.             | I'm In, I'm Out, I'm Gone                       | Ben Harper, Jason Mozersky | 4:36  |
| 3.             | We Can't End This Way                           | Ben Harper                 | 3:34  |
| 4.             | I Don't Believe a Word You Say                  | Ben Harper                 | 3:16  |
| 5.             | You Found Another Lover (I Lost Another Friend) | Ben Harper                 | 4:12  |
| 6.             | I Ride at Dawn                                  | Ben Harper, Jesse Ingalls  | 4:41  |
| 7.             | Blood Side Out                                  | Ben Harper, Jason Mozersky | 2:51  |
| 8.             | Get Up!                                         | Ben Harper, Jesse Ingalls  | 6:16  |
| 9.             | She Got Kick                                    | Ben Harper, Jason Mozersky | 2:56  |
| 10.            | All That Matters Now                            | Ben Harper, Jason Mozersky | 4:53  |
| Celková délka: | Celková délka:                                  | Celková délka:             | 40:27 |

## Obsazení
- Ben Harper – zpěv, kytara
- Charlie Musselwhite – harmonika, doprovodné vokály
- Jason Mozersky – kytara
- Jesse Ingalls – basa, klávesy
- Jordan Richardson – bicí
- C. C. White – doprovodné vokály
- Marti Walker – doprovodné vokály
- Pebbles Phillips – doprovodné vokály